# Nonghe (köpinghuvudort i Kina, Heilongjiang Sheng, lat 45,99, long 128,36)
Nonghe (kinesiska: 浓河, 浓河镇) är en köpinghuvudort i Kina. Den ligger i provinsen Heilongjiang, i den nordöstra delen av landet, omkring 140 kilometer öster om provinshuvudstaden Harbin. Antalet invånare är 20 186. Befolkningen består av 9 840 kvinnor och 10 346 män. Barn under 15 år utgör 17,0 %, vuxna 15-64 år 76 %, och äldre över 65 år 5,0 %.
Runt Nonghe är det ganska tätbefolkat, med 78 invånare per kvadratkilometer. Det finns inga andra samhällen i närheten. Trakten runt Nonghe består till största delen av jordbruksmark.
Genomsnittlig årsnederbörd är 873 millimeter. Den regnigaste månaden är juli, med i genomsnitt 183 mm nederbörd, och den torraste är januari, med 9 mm nederbörd.